# Одесса (фильм)
«Оде́сса» — российский драматический фильм 2019 года режиссёра Валерия Тодоровского.
В главных ролях: Леонид Ярмольник, Ирина Розанова и Евгений Цыганов. Премьера фильма в России состоялась 5 сентября 2019 года.
Телевизионная премьера фильма состоялась 1 мая 2020 года на телеканале «Россия-1».

## Сюжет
Действие фильма происходит в начале 1970-х в Одессе, закрытой из-за эпидемии холеры.
В дом к Григорию Иосифовичу (Леонид Ярмольник) и Раисе Ировне Давыдовым (Ирина Розанова), где в курортный сезон уже гостят их две взрослые дочери — Лора (Ксения Раппопорт) и Мира (Евгения Брик), обе ещё и с мужьями — в гости к тестю с тёщей прилетают из Москвы и их зять Борис, журналист-международник, с восьмилетним сыном Валериком (супруга должна присоединиться к семье через два дня). Однако именно в день их прилёта в городе объявляют карантин, город закрывают.
Из разговора за столом выясняется, что Мира с мужем продают квартиру, чтобы уехать в Израиль. Это приводит к раздорам в семье (так, Борис как раз готовится к поездке в ФРГ).
Дальнейшая фабула развивается вокруг платонического «романа» между Борисом (Борей) и 15-летней Ириной.

## В ролях
| Актёр              | Роль                           |
| ------------------ | ------------------------------ |
| Ирина Розанова     | Раиса Ировна                   |
| Евгений Цыганов    | Борис                          |
| Леонид Ярмольник   | Григорий Иосифович             |
| Ксения Раппопорт   | Лора                           |
| Евгения Брик       | Мира                           |
| Степан Середа      | Валерик                        |
| Вероника Устимова  | Ирка                           |
| Сергей Сосновский  | Жора дед Ирки                  |
| Сергей Муравьёв    | Володя муж Лоры                |
| Владимир Кошевой   | Арик муж Миры                  |
| Алёна Баркова      | Вера капитанша                 |
| Михаил Шамигулов   | Савченко полковник             |
| Наталья Омельченко | диктор телевидения             |
| Станислав Эвентов  | Жора средний отец Жорки и Ирки |
| Никита Табунщик    | Жорик младший брат Ирки        |
| Диана Манукян      | Женя дочь Лоры и Володи        |

## Съёмки
Основная часть съемок прошла на киностудии «Мосфильм», где декораторы воспроизвели одесский дворик с балконами и верандами; часть реквизита была специально доставлена из Одессы.
Городские улицы снимались в Таганроге и Ростове-на-Дону, а морские сцены — в Сочи.
Бюджет фильма составил 300 млн рублей. Картина получила поддержку Министерства культуры РФ.
В фильме некоторые герои произносят длинные реплики на языке идиш, которые идут без закадрового перевода; наиболее длинные произносит героиня Ирины Розановой.

## Критика
Фильм получил смешанные отзывы критиков.
Холера по имени Валера: рецензия на «Одессу» Валерия Тодоровского
Фильму не хватает главного — того, что обычно помогает сшивать куски времени, как это было в фильмах Алексея Германа, которые тоже порой состояли из детских ощущений, разных цветов, запахов и героев. Единой интонации. Звенящего интонирования, которое, как метроном, собирало бы и артистов, и картинку, и музыку в общий гул, равный самому себе.Максим Сухагузов, Афиша Daily
«Одесса» Валерия Тодоровского: фильм открытия «Кинотавра» о советской жизни, холере и любви
«Одесса» не преследует цели увлечь сюжетом. Она берет свое атмосферой, духом места, разом подлинного и воображаемого. Необычный город для очередного (и не сосчитать какого в новейшей истории отечественного кино) влюбленного погружения в советское прошлое. Воплощая в миниатюре все ограничения и условности, весь блеск и нищету рухнувшей империи, Одесса, как Венецианская республика, своим свободолюбием и юмором высмеивает и отрицает сам имперский проект. Как и холера, заражая воздух чувством вездесущей смертельной опасности, она обостряет желание жить и любить, совершать неосмотрительные и отважные поступки, перечеркивать привычные с детства правила и надеяться на то, что совсем скоро вековой уклад пошатнется и простым человеческим усилием удастся что-то изменить навсегда.Антон Долин, Meduza
Длинные встречи, короткие прощания: рецензия на фильм «Одесса»
Всегда точный в названиях Тодоровский снимает кино о пространстве в целом, застрявшем во времени приморском городе с его узнаваемым, почти стереотипным прононсом, белыми колоннадами и рассохшимися террасами. Режиссёр-стилизатор, он точно чувствует эпоху и, отказавшись от эпатажных ракурсов «Стиляг» и подвижности «Оттепели», снимает кино преимущественно со штатива, грузными, стоическими кадрами. В сложной геометрии квартир он обрамляет героев оконными рамами и дверными проёмами, фиксируя и без того не покидающее фильм чувство спёртости. Тодоровской «тесноте» не нужны крупные планы и страдальческие нотки — напротив, герои тут постоянно острят, и само кино, помимо прочего, очень смешное, а его меланхолия до поры до времени неочевидна, хоть и абсолютно системна.Ефим Гугнин, Фильм.ru
Рецензия на фильм «Одесса»
Проблема фильма – размытость атмосферы: несмотря на старательно показанные закрытие рынка и аэропорта у Тодоровского так и не получается внушить зрителю ту атмосферу страха, в которой «можно все, и не завтра, а сейчас». Дочери грызутся между собой и с мужьями, Борис целует девочку, папа идет доносить на детей в КГБ – но холера, кажется, имеет ко всему этому очень небольшое отношение. Просто семья собралась на отдых. Бывает.Клара Хоменко, TimeOut

## Награды и премии
- Кинопремия «Ника» за 2019 год
  - за лучшую музыку к фильму — А. Друбич
  - за лучшую мужскую роль  — Л. Ярмольник — за роль Григория Иосифовича[10]
- XII российский открытый кинофестиваль «Мужская роль» имени И. И. Мозжухина в Пензе (2019 год)
  - главный приз «За лучшую мужскую роль» — Л. Ярмольник — за роль Григория Иосифовича[11]
- Московский еврейский кинофестиваль (2018)
  - приз им. Якова Каллера за «Лучший российский фильм 2018 года на еврейскую тематику»